# Никольское сельское поселение (Бурятия)
Се́льское поселе́ние «Никольское» (бур. Никольскын hомон) — муниципальное образование в Мухоршибирском районе Бурятии Российской Федерации.
Административный центр — село Никольск.

## История
Статус и границы сельского поселения установлены Законом Республики Бурятия от 31 декабря 2004 года № 985-III «Об установлении границ, образовании и наделении статусом муниципальных образований в Республике Бурятия»

## Население
| 2002  | 2011  | 2012  | 2013  | 2014  | 2015  | 2016  |
| ----- | ----- | ----- | ----- | ----- | ----- | ----- |
| 1519  | ↘1307 | ↘1293 | ↗1308 | ↗1311 | ↘1298 | ↘1282 |
| 2017  | 2018  | 2019  | 2020  | 2021  | 2023  | 2024  |
| →1282 | ↘1268 | ↘1251 | ↘1229 | ↗1304 | ↘1284 | ↘1258 |

## Состав сельского поселения
| № | Населённый пункт | Тип населённого пункта       | Население |
| - | ---------------- | ---------------------------- | --------- |
| 1 | Никольск         | село, административный центр | ↘1258     |